# Den Andel
Den Andel (Gronings: Naandel) is een dorp in de gemeente Het Hogeland in de Nederlandse provincie Groningen. Tot de herindeling van 1990 behoorde het tot de voormalige gemeente Baflo, daarna hoorde het tot 2019 bij de gemeente Winsum. 
Het aantal inwoners van het dorp per 1 januari 2023 is onbekend, omdat het CBS de BAG-woonplaats "Den Andel", niet als zodanig afgebakende wijk/buurt heeft ingedeeld. Voor het CBS maakt de BAG-woonplaats Den Andel onderdeel uit van de buurt "Den Andel" en de buurt "Buitengebied Baflo", welke een veel groter gebied omvat dan enkel de plaats Den Andel. De buurt Den Andel (de dorpskom) telt 405 inwoners (1 januari 2023). 

## Dorp, bevolking en voorzieningen
Den Andel is een agrarisch dijkdorp dat met name uit lintbebouwing bestaat. De bebouwing strekt zich uit langs de oost-westelijke richting verlopende Oude Dijk en de haaks daarop staande Streekweg naar het zuiden toe. Op de kruising van beide wegen staat prominent het in 1910 in art deco opgetrokken vroegere hotel van der Steeg (later De Gouden Korenaar).
Er wonen in het dorp bovengemiddeld veel mensen die afkomstig zijn van buiten de provincie en die er vanwege de rust en ruimte zijn gaan wonen; niet zelden in de jaren 1960 en 1970, toen er veel woongroepen en communes ontstonden. Recente verhuiscijfers van de gemeente laten zien dat tegenwoordig ongeveer de helft van de vestigers uit andere Groningse gemeenten komt en nog eens ruim een derde uit andere delen van Nederland. Slechts iets meer dan 10% van de vestigers komt uit Den Andel zelf of andere plaatsen binnen de gemeente. De bevolking van Den Andel is relatief gezien armer dan omliggende dorpen. Er wonen meer werkzoekenden en uitkeringsgerechtigden. De huizen in het dorp bestaan vooral uit vrijstaande woningen. De voormalige gemeente Winsum beschouwde Den Andel als een woondorp, waar alleen voor de natuurlijke behoefte mocht worden gebouwd en dus geen uitbreiding plaats mocht vinden.
Een aantal mensen uit het dorp werken in de iets oostelijker gelegen raspatatfabriek van Aviko (voorheen Rixona). Het dorp zelf telde in 2010 een veertigtal bedrijfjes, waarvan het grootste deel bestaat uit eenmansbedrijfjes. Het dorp telt onder andere een winkel met benzinepomp, een galerie, een aantal ateliers, een theetuin, een kruidentuin ("Hof van Ootje"), een steenhouwerij en een molen. In het dorpshuis van Den Andel bevindt zich verder een cateringbedrijf. Het dorp telt tevens een openbare basisschool ('De Holm'). Verschillende rijdende winkels doen het dorp aan.

## Geschiedenis

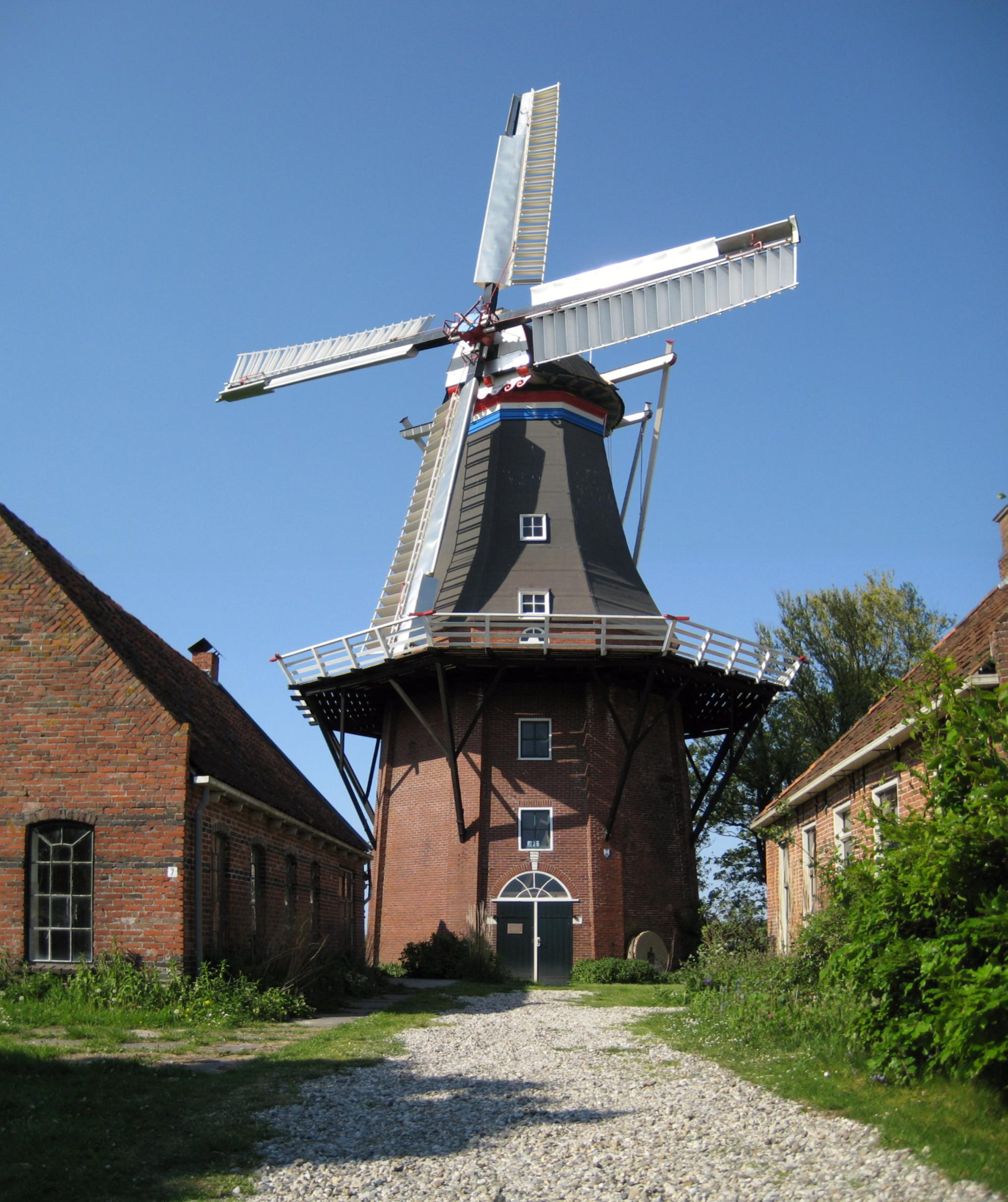
De Jonge Hendrik

In een goederenlijst van het klooster Fulda van ca. 820 (kopie jaren 1150) komt de naam Antlida voor, in een lijst uit 858 (ingevoegd ca. 890; kopie 9e of 10e eeuw) de naam Andleda en in een lijst uit de 11e eeuw de naam Anladon. Deze namen betekenen "tegenover, langs de waterloop". Deze namen worden wel gelijkgesteld met Den Andel. Deze verwijzing wordt echter door Berkel als 'zeer twijfelachtig' gekenmerkt, omdat de betekenis van 'Andel' juist gelijk wordt gesteld met "kweldergras". De 9e-eeuwse naam Antlida wordt door anderen gelijkgesteld aan de waterloop waaraan de polder Den Andel of De Naal op Texel haar naam ontleent. De naam Anladon werd in het verleden ook wel gelijkgesteld aan de polder De Andeelen bij Oldehove; in de 11e-eeuwse goederenlijst staan zowel Andleda als Anladon vermeld.
Den Andel wordt voor het eerst met zekerheid genoemd in een parochielijst van ongeveer 1475 als Ondel. Andel is, zoals hierboven al aangegeven, Oost-Fries voor "kweldergras" en het dorp is dan ook in eerste aanleg op de kwelders gebouwd. Ook de zeedijk bij Uithuizen (de zeeborg) werd in 1404 de Ondelsdijk genoemd. Ergens tussen de 11e en 13e eeuw werd vanuit Den Andel een dijk gelegd, die eerst westelijk liep vanaf Den Andel via Saaxumhuizen naar Oosterhuizen en vervolgens naar het zuiden via de boerderijen Den Oever, Heratema, Berum en De Greeden naar Eenrum. Deze dijk liep in Den Andel langs de Streekweg. Iets later in de 13e eeuw werd de Oude Zeedijk aangelegd. Rond de Oude Zeedijk ontstond de buurt Oudedijk en rond de Streekweg de buurt De Streek. Den Andel ontsnapte niet aan het strijdgeweld van de Tachtigjarige Oorlog: In 1584 werd het dorp platgebrand door Staatse troepen.
De oude zeedijk (Oude Dijk) waaraan Den Andel lag brak door tijdens de Kerstvloed van 1717, waarbij duizenden doden vielen in de provincie en in Den Andel op de kerk na alle huizen werden weggevaagd. Na die ramp werd 1850 meter noordelijker een nieuwe dijk gebouwd. Bij het aanleggen van de nieuwe dijk werd ook de grond van de oude dijk gebruikt. Van de oude dijk resteert nu alleen nog een klein stukje iets ten oosten van Westernieland (aan de Dirk Wieringastraat; 53° 23' 46" NB, 6° 29' 45" OL) dat door stichting Het Groninger Landschap is uitgeroepen tot het kleinste natuurgebied van de provincie Groningen.
De Oudedijk en De Streek bestonden lange tijd uit verspreide agrarische lintbebouwing. Na de aanleg van de Noordpolder in 1811 nam de agrarische werkgelegenheid toe. Beide buurten werden verdicht en het dorp groeide daarop sterk in de 19e en vroege 20e eeuw. De agrarische werkgelegenheid kwam onder andere tot uiting in de aanwezigheid van een tweetal molens: Aan noordzijde van het dorp werd in 1852 de Noordermolen gebouwd, een koren- en pelmolen die echter al in 1859 afbrandde. Hetzelfde jaar werd de Noordermolen herbouwd, maar ook deze was geen lang leven beschoren en brandde af in 1874. Daarop werd uit Niekerk een molen (uit 1847) gehaald, die in 1875 in Den Andel werd herbouwd als de huidige De Jonge Hendrik (de naamgever werd in 1875 geboren als molenaarszoon). De molen is tot 1998 op vrijwillige basis in bedrijf geweest en is dat sinds kort na afronding van de restauratie weer. Met de molen is tot in de jaren 80 nog gerst tot gort gepeld. De Zuidermolen stond al voor 1628 aan zuidzijde van het dorp en ging ten onder in de Kerstvloed. Later werd een opvolger gebouwd die dienstdeed als koren-, pel- en roggemolen en afbrandde in 1830. Hetzelfde jaar later werd de molen herbouwd als korenmolen, maar in 1878 brandde de molen opnieuw af en werd daarop niet meer herbouwd. Van de Zuidermolen resteert nog wel de molenaarswoning (Groenelaan 3), die in 1996 sterk werd verbouwd (en volgens molenliefhebbers 'onherkenbaar verminkt').
Verder stond er een grote herberg in Den Andel, die in de 19e eeuw de naam 'Het Wapen van Turkije' droeg. Om die reden werden de inwoners ook wel uitgescholden voor 'Turken'. In de jaren 1960 was er een cafetaria in het dorp (in het toen nog witte huis aan de Oude Dijk 5 bij de molen) dat 'De Turk' heette (later cafetaria De Molen). Aan zuidzijde van het dorp werd 't Andelstermaar gegraven vanaf de Rasquerdermaar (instroom bij de Zwijntil bij Baflo) die in het dorp uitmondde in een haventje, waar vroeger ook de Zuidermolen stond. Via dit haventje konden goederen over het water naar de stad Groningen worden gebracht.

## Bevolkingsontwikkeling
| Demografische ontwikkeling tussen 1859 en 2022                      |
| ------------------------------------------------------------------- |
|                                                                     |
| ■ Data afkomstig van volkstellingen.nl ■ Data afkomstig van het CBS |

## Bebouwing

### Kerken en scholen

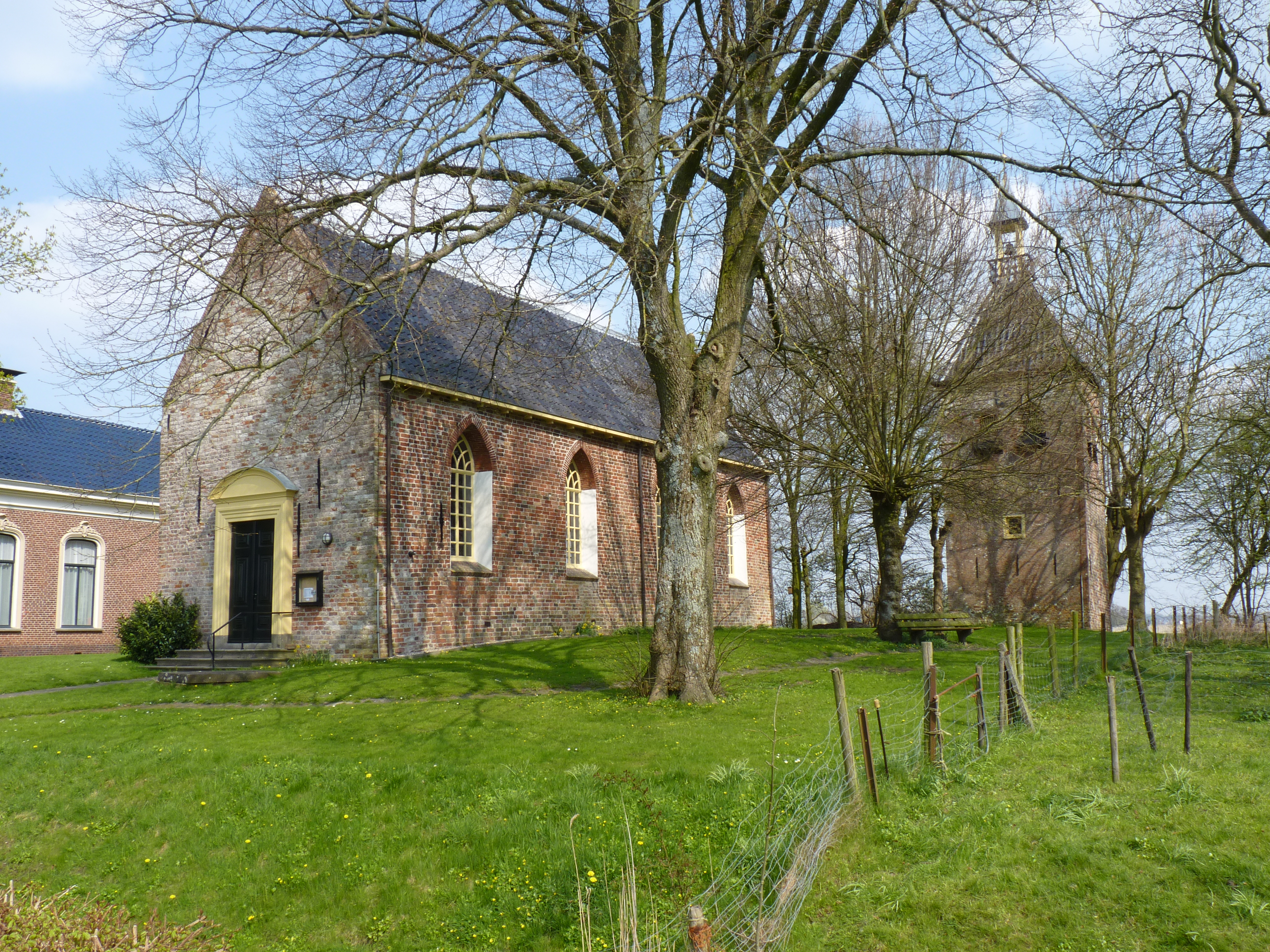
Kerk en toren van Den Andel

1224 werd in De Streek de romanogotische kerk van Den Andel gebouwd en in de 14e eeuw de losstaande toren. Het was een van de eerste Groninger kerken waar gewelven in werden aangebracht. In de kerk staat een orgel van Van Oeckelen uit 1879. In de toren hangt een kerkklok die in 1653 werd gegoten door Jurrien Balthazar. De kerk werd tussen 1991 en 1992 voorzien van nieuwe fundamenten en gerestaureerd. De ernaast geplaatste hervormde pastorie dateert uit 1886 en is opgetrokken in een eclectische stijl.
In 1926 werd een hervormde evangelisatie gebouwd aan de Oosterweg 7, die in 1942 herbestemd werd tot gereformeerde kerk. In 1988 sloot deze gereformeerde kerk haar deuren. Tegenwoordig wordt het gebruikt als woonhuis.
Het dorp telde vroeger twee lagere scholen; een openbare en een gereformeerde (later christelijke). Ergens eind jaren 1990 moet de gereformeerde basisschool (aan de Oudedijk 52) zijn opgeheven. Het gebouw van de openbare basisschool De Holm staat aan de Streekweg 41 en dateert uit 1950. In 2014 werd bekendgemaakt dat ook deze school zou gaan sluiten.

### Rixona
Ten oosten van Den Andel staat de aardappelpoederfabriek Aviko Rixona. Deze fabriek ontstond in 1926 toen een boer genaamd Willemsen er conservenfabriek Wilco (Willemsen en Co) bouwde vanuit zijn boerderij Smeersum aan overzijde van de weg. Willemsen wist ondanks de economische malaise van de jaren 1930 te groeien en opende reeds in 1937 een tweede fabriek in Assen. Na ruzie in de familie scheidden beide fabrieken en na een rechtszaak verloor de fabriek bij Den Andel het recht de naam 'Wilco' te voeren, waarop de fabriek in 1953 onder de naam Rixona haar focus verschoof van groenteconserven en vruchtensappen naar aardappelpoeder. De 40 jaar erna werden gekenmerkt door slechte omzetcijfers en een bijna-faillissement in 1982. In 1985 werden de aandelen van het bedrijf aan Aviko verkocht. Het bekendste product van de fabriek is raspatat. Na jaren van verwaarlozing door Rixona stortte boerderij Smeersum in tijdens een storm in 2013 en werd vervolgens gesloopt. 

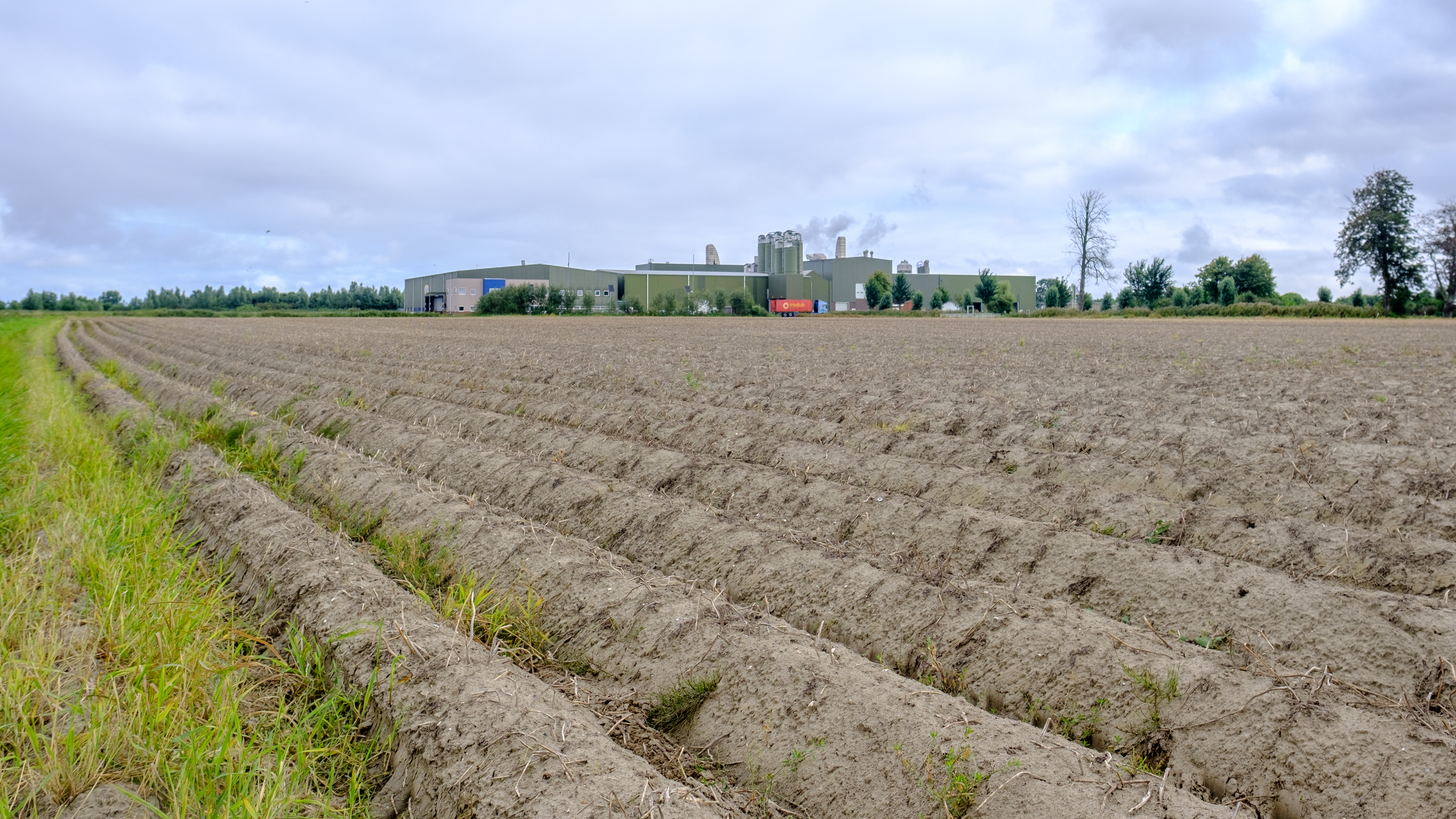
Rixona gezien vanuit de akkers in het zuiden (2021). Rechts op de achtergrond stond tot 2013 boerderij Smeersum
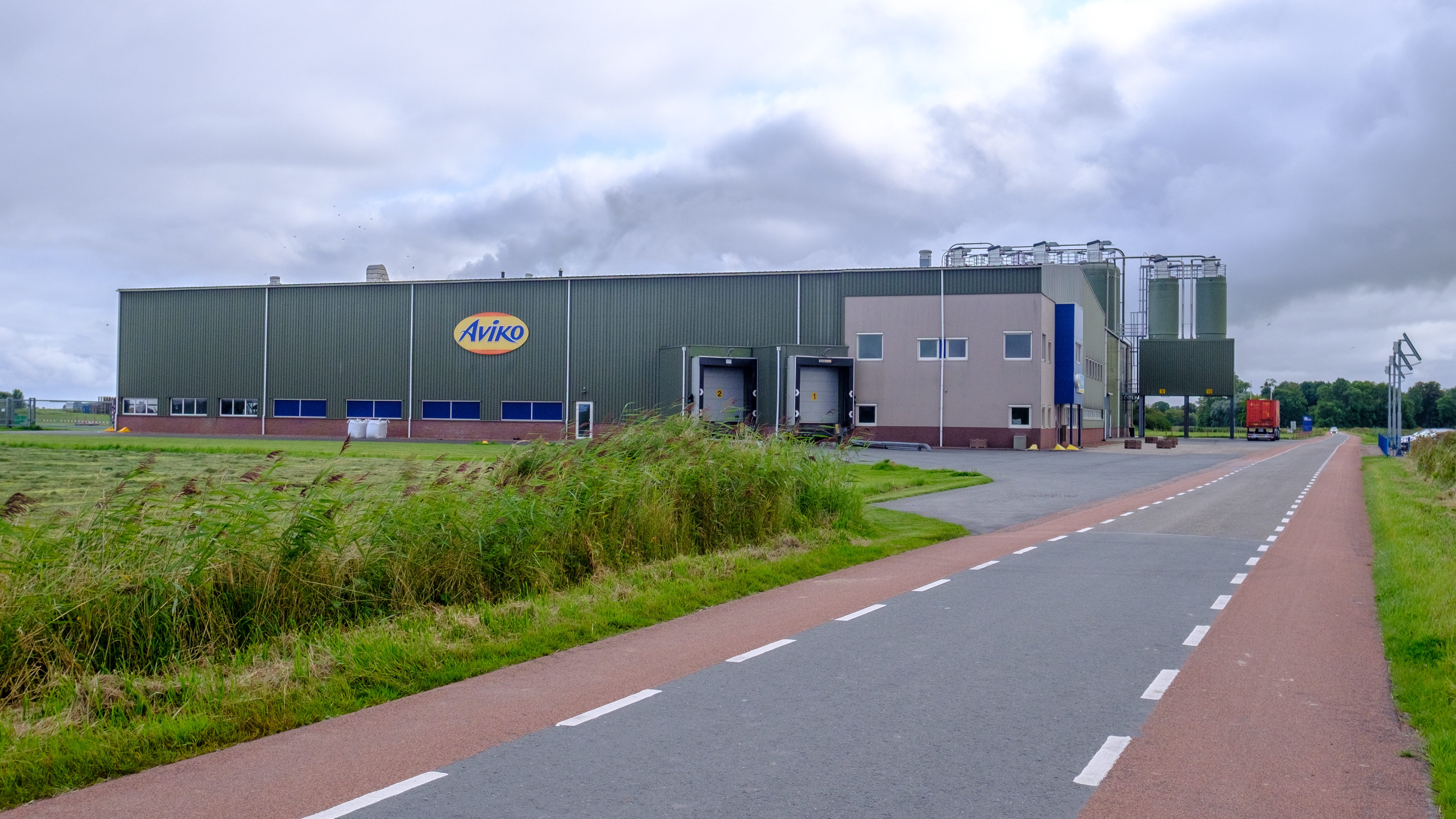
De fabriek vanuit het westen (2021).
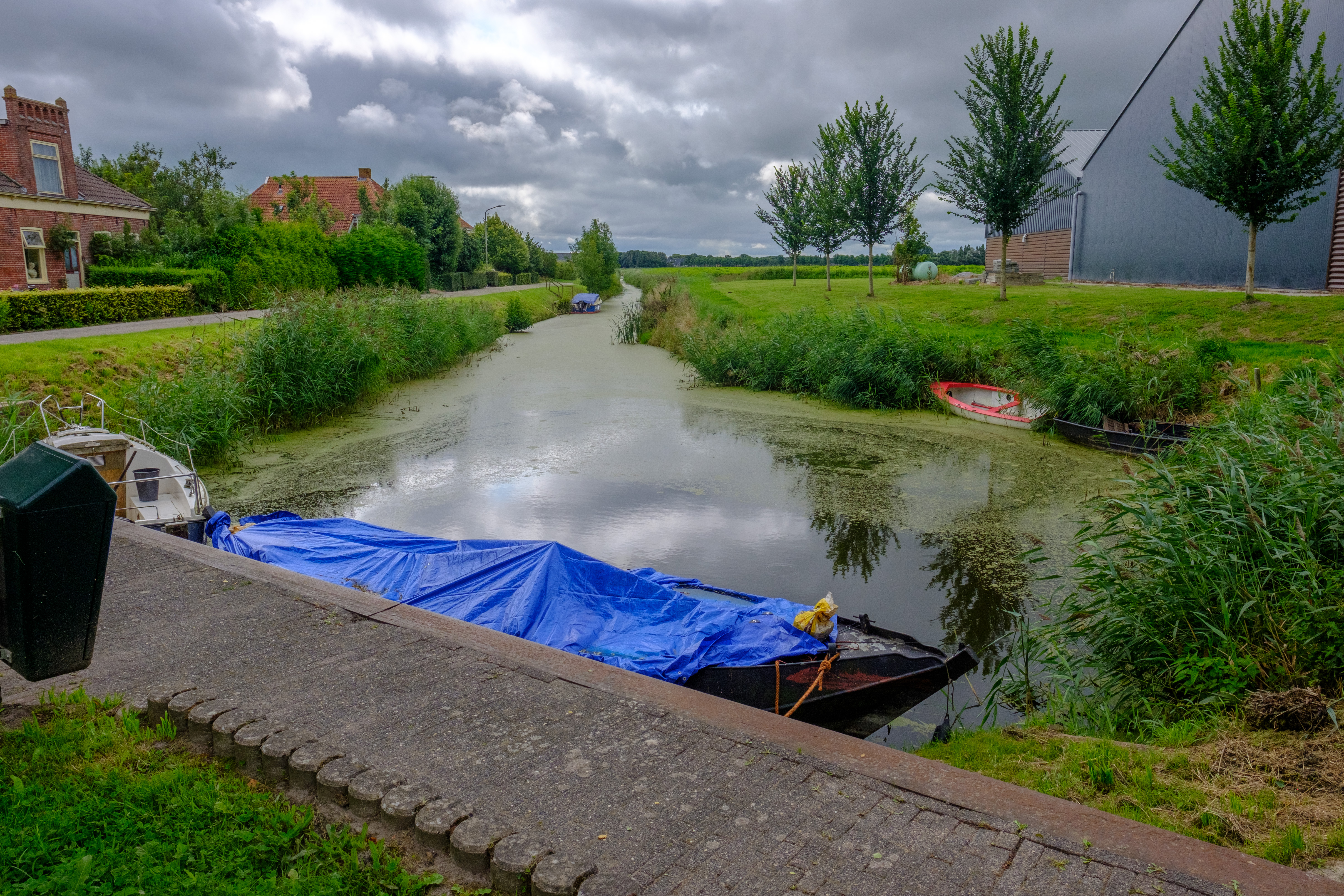
Haventje van Den Andel aan de Andelstermaar

## Omgeving
Ten westen van Den Andel ligt het dorp Westernieland en de aangrenzende gehuchten Hiddingezijl en Kaakhorn. Ten zuidwesten ligt het dorpje Saaxumhuizen. Ten zuiden het dubbeldorp Rasquert-Baflo. Ten zuidoosten en oosten liggen de dorpen Breede en Warffum en aan noordzijde loopt de weg naar de Noordpolder. Vroeger lagen rond het dorp ook nog de gehuchten De Horn (westen), De Kuiperij en 't Feil.

## Geboren in Den Andel
- Rubertus Jacob Clevering (1914-2013), boer en ingenieur
- Nelleke Allersma (1940), kunstenaar